# فادوكونديس
بلدية فادوكونديس (بالإسبانية: Vadocondes)‏, هي إحدى بلديات مقاطعة برغش, التي تقع في منطقة قشتالة وليون, والتي تقع في شمال غرب إسبانيا.
يبلغ عدد سكانها 445 نسمة وفقاً لإحصائية سنة (2002).